# 1047
 Năm 1047 là một năm trong lịch Julius. 